# Língua georgiana antiga
O georgiano antigo (ႤႬႠჂ ႵႠႰႧႭჃႪႨ, enay kartuli) é uma língua literária das monarquias georgianas atestada a partir do século V. Continua em uso como língua litúrgica da Igreja Ortodoxa Georgiana e, na maior parte, ainda é inteligível. Dois períodos são distinguidos dentro do georgiano antigo: o ginicial (séculos V a VIII) e o clássico (séculos IX a XI). Dois dialetos diferentes são representados no georgiano antigo inicial, conhecidos como khanmet’i (ხანმეტი, séculos V a VII) e haemet’i (ჰაემეტი, séculos VII e VIII). Eles são assim chamados devido à presença de um prefixo de sujeito de segunda pessoa e um prefixo de objeto de terceira pessoa kh- ou h- na morfologia verbal, onde o georgiano antigo clássico tem h-, s- ou zero.